# Radziejów (województwo lubelskie)
Radziejów – wieś w Polsce położona w województwie lubelskim, w powiecie chełmskim, w gminie Dubienka.
W latach 1975–1998 miejscowość położona była w województwie chełmskim.
Wieś stanowi sołectwo gminy Dubienka. Według Narodowego Spisu Powszechnego (III 2011 r.) liczyła 101 mieszkańców i była siódmą co do wielkości miejscowością gminy.
Wierni Kościoła rzymskokatolickiego należą do parafii Trójcy Przenajświętszej w Dubience.